# Nasser Al-Attiyah
Nasser Al-Attiyah (n. 21 decembrie 1970, Doha, Ad-Dawhah, Qatar) este un sportiv ce a reprezentat Qatar, medaliat olimpic. A participat la 6 ediții ale Jocurilor Olimpice (1996, 2000, 2004, 2008, 2012, 2016) în care a câștigat o medalie de bronz.